# Dicranomyia (Neoglochina) aurigena
Dicranomyia (Neoglochina) aurigena is een tweevleugelige uit de familie steltmuggen (Limoniidae). De soort komt voor in het Neotropisch gebied.